# Castillo de la Bisbal del Panadés
El Castillo de la Bisbal del Panadés es u edificio prácticamente desaparecido de la población de La Bisbal del Panadés perteneciente a la comarca catalana del Bajo Panadés en la provincia de Tarragona. A pesar de su estado está incluido en el Inventario del Patrimonio Arquitectónico de Cataluña y protegido como Bien Cultural de Interés Nacional.

## Historia
La existencia de la familia Salbà (Çalbà, Zalbà) en el castillo de la Bisbal está documentada desde el año 1330 cuando Guillermo Salbà, castellano y señor de la Bisbal, realizó su testamento.
Los Salbà proceden del lugar del Albà, hoy despoblado, del término de Aiguamúrcia, en la comarca del Alto Campo. A partir del siglo XV se llaman Barones de la Bisbal, los que se mantuvieron en posesión del castillo por muchas generaciones. Durante la guerra contra Juan II de Aragón, Bernat Salbà se puso al servicio del rey Juan. Su fidelidad le valió prerrogativas casi ilimitadas en el castillo y en el término de la Bisbal. En el siglo XVII, por uniones familiares, la señoría pasó a los Villalonga y en el siglo XVIII se produce la decadencia de esta familia y el castillo es abandonado.

## Descripción
El castillo estaba cerca de la plaza mayor de La Bisbal. Se hundió a finales del siglo XIX y quedan algunos muros antiguos aprovechados por casas posteriores.
El castillo sólo se puede reconstruir a partir de los pocos restos que hoy se pueden ver, ya que se quedó en ruinas a finales del siglo XIX y en su emplazamiento se han edificado viviendas particulares. En las partes menos modificadas se pueden observar unas grandes arcadas de medio punto de piedra que se supone que pertenecen a la planta baja del castillo, así como otros restos, el escudo de los Salbà, y una arcada apuntada en el piso de arriba. El ayuntamiento inició la tarea de restauración de este edificio militar hacia los años 1980.